# Cochlospermum regium
Cochlospermum regium är en tvåhjärtbladig växtart som först beskrevs av Carl Friedrich Philipp von Martius och Schr., och fick sitt nu gällande namn av Pilger. Cochlospermum regium ingår i släktet Cochlospermum och familjen Cochlospermaceae. Inga underarter finns listade i Catalogue of Life.

## Bildgalleri

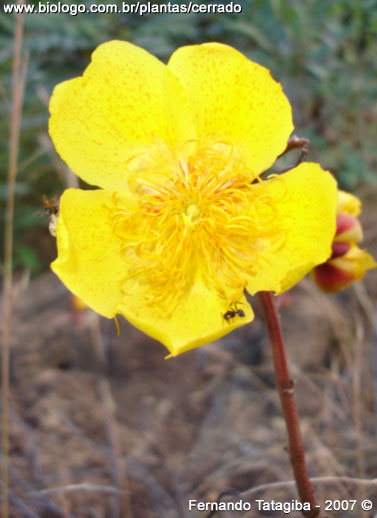
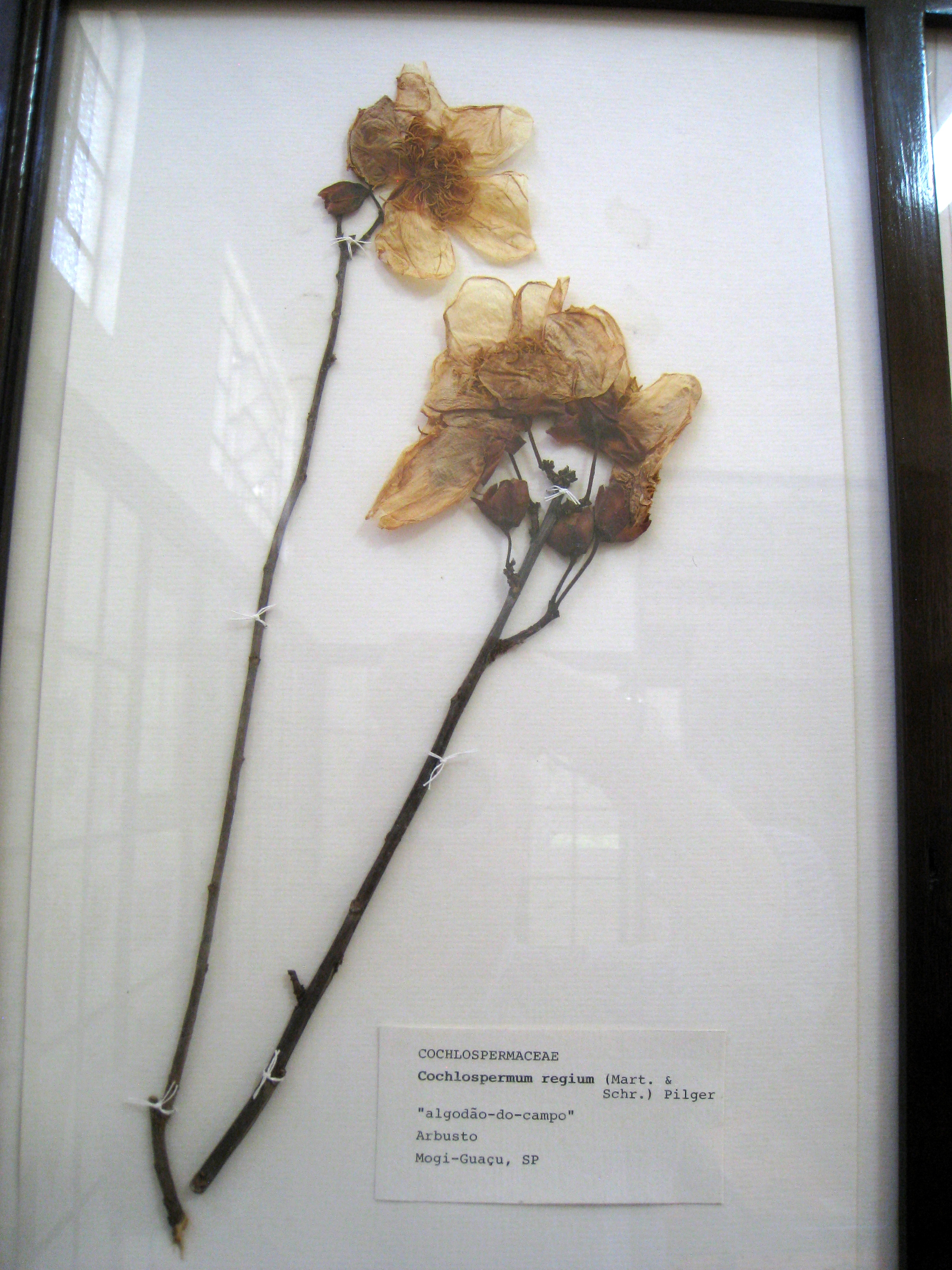
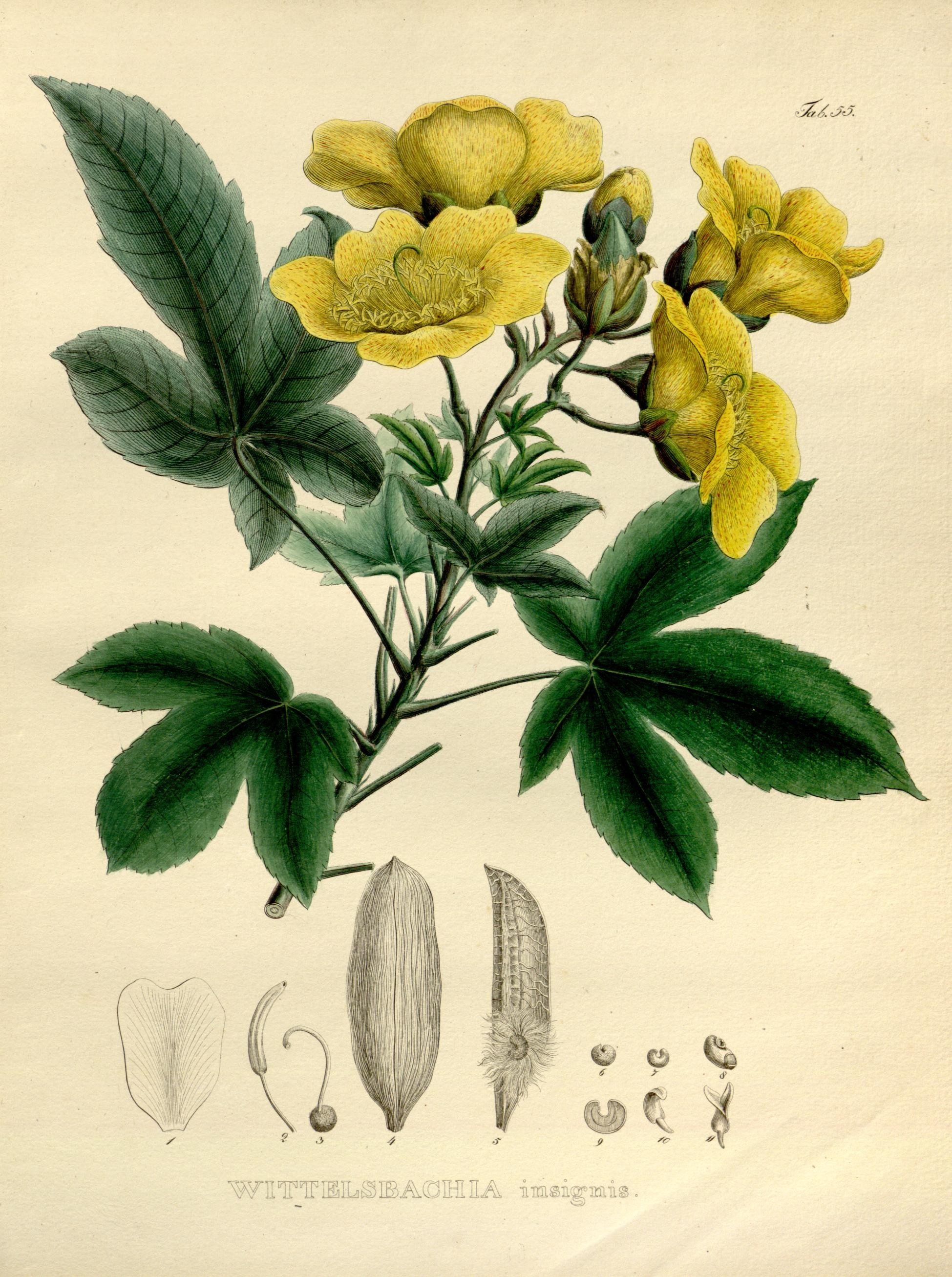
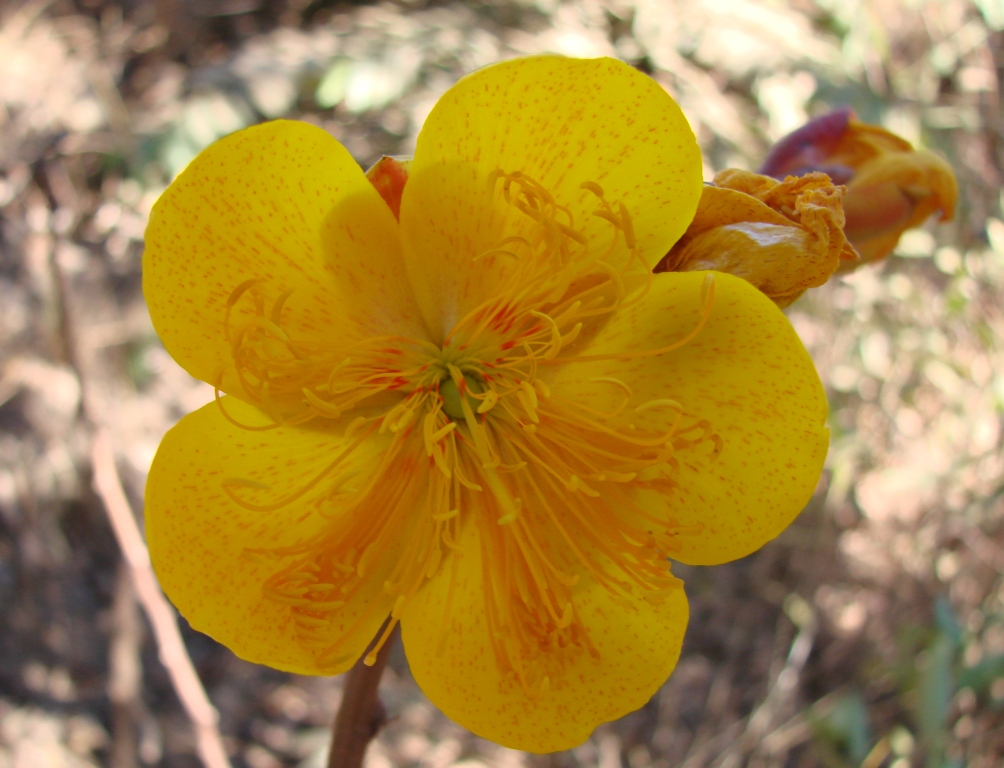